# Übertragungsbilanz
Die Übertragungsbilanz (oder Bilanz der laufenden Übertragungen) ist in der Volkswirtschaftslehre ein Teil der Zahlungsbilanz und umfasst die unentgeltlichen Leistungen, die aus einem Staat abfließen oder diesem zufließen und für die keine Gegenleistung erfolgt, also durch die keine Forderungen oder Verbindlichkeiten entstehen.

## Allgemeines
Die Übertragungsbilanz gehört neben der Handelsbilanz und der Dienstleistungsbilanz zur Leistungsbilanz. Transaktionen ohne Gegenleistung sind Entwicklungshilfe, Erbschaften, Heimatüberweisungen inländischer Arbeitnehmer an ihre im Ausland lebenden Familien, Renten an im Ausland lebende Staatsbürger, Schenkungen, frühere Wiedergutmachungen sowie Zahlungen an internationale Organisationen. Bei einer Schenkung von Waren an Entwicklungsländer beispielsweise erwirbt das Inland keinerlei Forderungen gegen das Ausland, so dass sich dieser Vorgang nicht in der Kapitalbilanz niederschlagen darf, sondern in der Übertragungsbilanz und der Handelsbilanz. Der Schuldenerlass gehört nicht zur Übertragungsbilanz, sondern zur Bilanz der Vermögensübertragungen, da hier nicht das verfügbare Einkommen eines Landes verändert wird, sondern das Staatsvermögen.

## Systematik
Geleistete Zahlungen erfolgen bei schenkungsweise überlassenen Exporten auf der Passivseite der Übertragungsbilanz und der Aktivseite der Handelsbilanz, empfangene auf der Aktivseite der Übertragungsbilanz und der Passivseite der Handelsbilanz. Bei Rentenzahlungen in das oder aus dem Ausland wird die Kapitalbilanz zusammen mit der Übertragungsbilanz berührt.
Die einzelnen Teilbilanzen der Zahlungsbilanz erfassen die Transaktionen wie folgt:
| Art der Bilanz     | Aktivseite                                            | Passivseite                                       |
| ------------------ | ----------------------------------------------------- | ------------------------------------------------- |
| Handelsbilanz      | Exporte                                               | Importe                                           |
| Kapitalbilanz      | Kapitalimporte                                        | Kapitalexporte                                    |
| Devisenbilanz      | Verminderung der Währungsreserven bei der Zentralbank | Erhöhung der Währungsreserven bei der Zentralbank |
| Übertragungsbilanz | Übertragungen aus dem Ausland                         | Übertragungen an das Ausland                      |

Wegen ihrer Größenordnung spielt die Übertragungsbilanz im Vergleich zu anderen Teilbilanzen eine untergeordnete Rolle.

## Beispiele
Die Funktion der einzelnen Teilbilanzen und der Übertragungsbilanz lässt sich anhand folgender Beispiele erklären:
- (a) Ein deutscher Exporteur liefert für 4 Mio. € Äpfel nach Bulgarien auf Basis eines 90-Tage-Lieferantenkredites (d. h.: der bulgarische Importeur geht eine Verbindlichkeit über 4 Mio. € ein).
- (b) Ein Deutscher erhält eine Dividendenzahlung von einer ihm gehörenden Fabrik im Ausland in Höhe von 2 Mio. €, welche er wieder zur Reinvestition für diese Fabrik nutzt.
- (c) Ein deutscher Importeur kauft für 15 Mio. € Waschmaschinen von einem amerikanischen Hersteller und bezahlt diesen Kauf mit Hilfe eines Kredites von einer amerikanischen Bank, die dieses Geschäft finanziert.[6]
- (d) Deutschland zahlt Entwicklungshilfe an ein Entwicklungsland in Höhe von 10 Mio. €.

|                           | a  | b  | c   | d   | insgesamt |
| ------------------------- | -- | -- | --- | --- | --------- |
| Leistungsbilanz           |    |    |     |     | −9        |
| Handelsbilanz             |    |    |     |     | −11       |
| Exporte                   | +4 |    |     |     | +4        |
| Importe                   |    |    | −15 |     | −15       |
| Dienstleistungsbilanz     |    |    |     |     |           |
| Zinsen                    |    |    |     |     |           |
| Dividenden                |    | +2 |     |     | +2        |
| Kapitalbilanz             |    |    |     |     | +9        |
| Netto-Auslandsinvestition |    | −2 |     |     | −2        |
| Netto-Kredite kurzfristig | −4 |    | +15 |     | +11       |
| Netto-Kredite langfristig |    |    |     |     |           |
| Zahlungsbilanz            |    |    |     |     | 0         |
| Entwicklungshilfe         |    |    |     | −10 |           |
| Übertragungsbilanz        |    |    |     |     | -10       |

## Sonstiges
Als Übertragungsbilanz wird im UmwG auch die Schlussbilanz des zu übertragenden Rechtsträgers nach § 17 Abs. 2 UmwG bezeichnet.